# Ermita de Nuestra Señora de la Soledad (Soria)
Situada en el centro urbano de Soria, extramuros de la vieja ciudad medieval, la ermita de la Soledad se alza en la parte baja de la Alameda de Cervantes (Soria), junto al paseo del Espolón con el que linda por el norte. En un enclave natural privilegiado de más de nueve hectáreas de extensión, la Alameda se abre como un auténtico vergel en pleno centro de la ciudad. Accediendo al parque, por su entrada principal desde la plaza de Mariano Granados, por cualquiera de sus dos puertas gemelas, la ermita de la Soledad se abre a su propio paseo entre árboles centenarios y el manto verde que cubre la mayor parte del recinto.
Pequeña ermita, casi minúscula, con el regusto aldeano de tantas ermitas de Castilla la Vieja levantadas para la memoria de una fe. Hoy se titula de la Soledad de la Virgen, teniendo tradición de Humilladero en sus orígenes, y de éste procede el nombre del Cristo marfileño del siglo XVI que se encuentra en su interior, de gran tamaño, atribuido a Juan de Juni o persona próxima a él. La práctica totalidad de la fábrica de la ermita data del siglo XVI, siendo promotores de su construcción la en aquella época poderosa familia de los Condes de Gómara, cuando estos eran únicamente Señores de Almenar, localidad soriana donde tenían su Castillo que actualmente es uno de los mejor conservados de la Provincia de Soria. La construcción de la ermita es coetánea a la construcción del actual Palacio de los Condes de Gómara en pleno centro urbano de la Ciudad.

## Historia

### El primitivo Humilladero
Para encontrar el origen de esta ermita de la Soledad hemos de remontarnos cinco siglos atrás. En el siglo XVI, superado ya el Medioevo, la Muy Noble y Muy Leal Ciudad de Soria se hallaba dividida en varios estamentos. El gobierno y administración de la ciudad -desde la Plaza Mayor- correspondía al Concejo (lo que es hoy el Ayuntamiento con sede actual en la llamada Casa de los Linajes), gobernado por sus Regidores; la pequeña nobleza organizada en torno a la Institución de los Caballeros Hijosdalgo de los Doce Linajes de la Ciudad de Soria; el Estado Llano del Común de Vecinos o de los “Hombres Buenos” (con sede en la llamada Casa del Común) y la Universidad de la Tierra de Soria, heredera de la medieval Comunidad de Villa y Tierra de Soria. La ciudad se encontraba entonces en una de las épocas de mayor esplendor de su historia, favorecida principalmente por la ganadería que se había fortalecido en Castilla con la creación de la institución del Concejo de la Mesta. Es en esta época de esplendor cuando se promueve la construcción del primitivo Humilladero, origen de la actual ermita.
Existía en la ciudad una cofradía penitencial, bajo la advocación de la Vera Cruz, cuya encomienda más reseñable era su obligación de dar cristiana sepultura a los reos ajusticiados en la ciudad; así como la organización de procesiones penitenciales en la Semana Santa de Soria en las que los fieles se disciplinaban públicamente. Esta Cofradía de la Vera Cruz encargó la construcción de un pequeño Humilladero en las afueras de la ciudad a los maestros constructores Pedro y Rodrigo Pérez de Villabiad, elevando el encargo a escritura otorgada el 15 de septiembre de 1552 ante el notario Francisco de Ríos. Para su construcción, el Ayuntamiento de la ciudad contribuyó con la suma de 13.300 maravedíes según consta en sus libros de Actas. El enclave que se eligió para levantar el pequeño Humilladero fue la entonces conocida como Dehesa de San Andrés, dehesa boyal de pasto que en 1225 había sido donada al Cabildo de la entonces iglesia de San Pedro; Colegiata durante varios siglos y con rango de Concatedral en la actualidad. Por el tamaño de aquel primitivo templo, es de suponer que su construcción se concluyó en un breve periodo de tiempo; colocando la Cofradía de la Vera Cruz la talla de un Crucificado que recibió el nombre de Santo Cristo del Humilladero, que se corresponde con la imagen puede contemplarse en la actualidad.

### La actual Ermita
Algunos años después de la construcción del pequeño Humilladero por la Cofradía de la Vera Cruz, los condes de Gómara decidieron promover su ampliación a la par que se construía su nuevo palacio intramuros de la ciudad. Para ello se ideó un proyecto de grandes dimensiones que no se llevó a efecto, quedando constancia palpable de ello en el majestoso pórtico de tres arcos que abre paso a la ermita. Desconociendo las causas que llevaron a la noble familia a desistir de la conclusión de la nueva ermita, el pórtico ya levantado se unió con el antiguo Humilladero a través de una nave de mayores dimensiones que este último. Concluida la obra los condes trajeron desde su oratorio privado, ubicado en su finca del Royal de Arriba, la imagen de la Virgen de las Angustias y una talla de Cristo Yacente que se colocó en el altar bajo la imagen de la Virgen. El antiguo Humilladero quedó en la parte posterior, detrás del altar de la Virgen, accediéndose a la capilla del Cristo por un lateral. En la actualidad, pueden distinguirse fácilmente ambas construcciones.

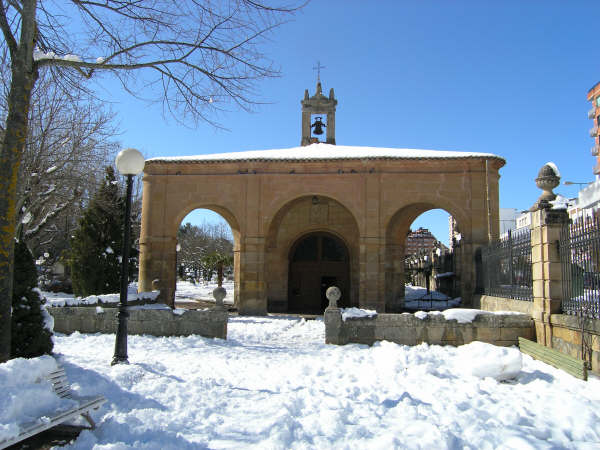
Portada de la ermita

Esta ermita recibió el nombre de Nuestra Señora de la Soledad si bien la imagen de la Virgen, que todavía se conserva y se venera en el pequeño templo, no se corresponde con esa advocación; pues la Virgen sostiene en su regazo a su Hijo, representando la advocación de la Piedad o de las Angustias tan venerada la Castilla de aquella época. La razón por la cual la ermita es llamada de la Soledad hay que encontrarla en las celebraciones de Semana Santa en la ciudad, puesto que durante estos días la Virgen salía siempre la tarde del Viernes Santo o de la Cruz -y sigue haciéndolo en la actualidad- desprovista de su Hijo; portando en sus manos las cuentas de un rosario y una corona de espinas únicamente, representado así la Soledad de la Virgen.
Después de su construcción, la ermita fue donada por los condes de Gómara a Nuestra Señora del Espino; iglesia parroquial a la que pertenece en la actualidad. En su atrio, los cofrades de la Vera Cruz daban sepultura en la oscuridad de la noche a los reos ajusticiados en la ciudad.

## Arquitectura
La majestad del pórtico, con tres soberbios arcos de medio punto apoyados sobre cuatro pilastrones, es debida al ambicioso proyecto de ampliación del oratorio del Humilladero que acarició la poderosa familia de los Ríos, condes de Gómara y señores de la villa de Almenar. Al primitivo Humilladero se le antepuso una nave de bóveda ojival para cuyo testero trajeron los Ríos el Santo Sepulcro y la Virgen de las Angustias. Tiene ábside pentagonal y pequeñas capillas laterales. Del siglo XVIII es el campanil que corona su portada, en cuyo dintel se halla labrado el escudo de la antigua Cofradía de la Vera Cruz y que actualmente se corresponde con el emblema de la Cofradía del Santo Entierro de Cristo. En el interior se encuentran dos grandes escudos también en piedra de la noble familia promotora del templo. En la capilla mayor -o de la Virgen-, en el suelo, pueden contemplarse losas funerarias con inscripciones sepulcrales.
El Cristo del Humilladero queda en un pequeño retablo en una capilla traslateral, en cuyo fondo se puede observar una pintura del pueblo soriano de Calatañazor con sus murallas y el Campo de la Sangre, en el que tuvo lugar la derrota del moro Almanzor. Las losas del atrio de la ermita hacen de fosa común a los reos ajusticiados en la ciudad desde el siglo XVI.

## Las Imágenes

### Virgen de la Soledad

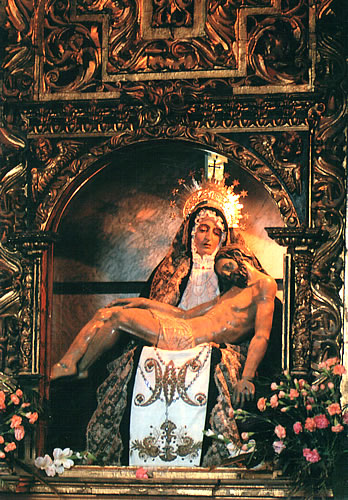
Virgen de la Soledad en su camarín

La imagen de la Virgen es una imagen de vestir del siglo XVI que únicamente tiene tallados el rostro y las manos. En el halda –su regazo- la primitiva Virgen de las Angustias sostiene el cuerpo de su Hijo muerto, descendido ya de la Cruz, mirándole con un gesto de dolor profundo. La imagen, tanto en su advocación de las Angustias como en la de la Soledad, luce delantal blanco y manto negro. La prensa local, al hablar de la imagen de Nuestra Señora de la Soledad, lo hacía de este modo:
… No se conoce cómo denominándose en el siglo XVI Virgen de las Angustias se llama contemporáneamente Virgen de la Soledad. En realidad su representación corresponde a la Virgen de las Angustias o de la Piedad, que en el siglo XIV y siguientes, hasta el XVI, tenía especial veneración en España. Estas imágenes presentaban a Jesucristo en los brazos de la Virgen (…) En singular estima debieron tenerla los Condes de Gómara para traerla de su oratorio privado de El Royal y hacerle ermita adecuada. El gesto de la Virgen mostrando a su hijo muerto, recién descendido de la Cruz, es de ternura y de angustia, de amor y dolor potentísimo y agudo ante el sufrimiento cruento de su Divino Hijo. Ese gesto terriblemente doloroso no se advierte en muchas imágenes, sobre todo en las posteriores al siglo XVI, que eran más blandas y humanizadas. La escultura del siglo XVI muestra rasgos muy humanos, pero divinizados por la expresión de angustia o de contemplación. (…) Estos rasgos tan acusados de la imagen de Nuestra Señora de la Soledad permiten afirmar que se trata de una escultura del siglo XVI o más antigua, de autor notable, muy influenciado por el ambiente espiritual de Castilla y, si es del siglo XVI, muy influenciada por la escultura de los talleres castellanos. No se olvide que Juan de Juni conocía Soria y prefería para sus trabajos la madera de nuestros pinares.

### Santo Cristo del Humilladero

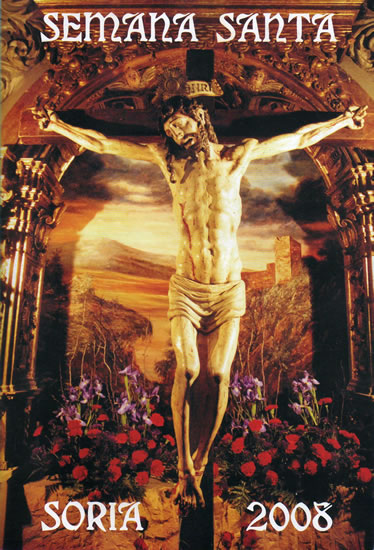
Santo Cristo del Humilladero (Soria). Cartel de la Semana Santa del 2008

Se llama así al Santo Cristo de la Soledad, porque humilladero es un lugar devoto que hay a la entrada de los pueblos con alguna cruz o imagen. Son los llamados lugares sagrados suburbanos –aedicula sacra sub urbana- para dar gracias a Dios al término de los viajes o pedir la protección divina al iniciarlos. Sabido es que la ermita del humilladero es la parte más antigua de la actual ermita de la Virgen de la Soledad. Esta imagen de Jesucristo es la más hermosa de cuantas hay en Soria; pero hermosa no solo por la escultura en sí, que es, como todas las tallas del siglo XVI de los talleres castellanos, de una confección anatómica singular, sino por la viva y realísima expresión de dolor de Nuestro Señor. Parece recién crucificado y que al contemplar este Santo Cristo, con la boca abierta se ve la lengua seca pegada al paladar, después del horrible martirio de la crucifixión; sangrante aún la cabeza por las punzadas de la corona de espinas, chorreante todavía la sangre de la lanzada de Longinos que se va recogiendo en la cintura, entre los pliegues del sudario; se imagina uno recién taladradas las manos y los pies, descoyuntados los huesos, y el devoto que contempla esta Imagen, viéndole tan doliente, suponiendo tan reciente la crucifixión sólo echa de menos al pie de este Santo Cristo a la Virgen Santísima, a María Magdalena, a María de Cleofás, a Salomé, a Juana de Cusa y Marta esperando la llegada de José de Arimatea y Nicodemus. Descendido de la Cruz y puesto en manos y sobre las rodillas de la Dolorosa el cristiano puede continuar la escena ante el altar de la que llamamos los sorianos Virgen de la Soledad. La fotografía que publicamos (sic) de esta Imagen –en blanco y negro- da una idea de su lúgubre expresión. Lo que no puede ofrecer la fotografía es la turgencia de las venas en la escultura, la sangre coagulada sobre el ceñidor, el cabello aplastado por el sudor del martirio y la sangre de la corona de espinas. ¡Hermosísimo Crucifijo! (Fuente: prensa de Soria).

### Cristo Yacente

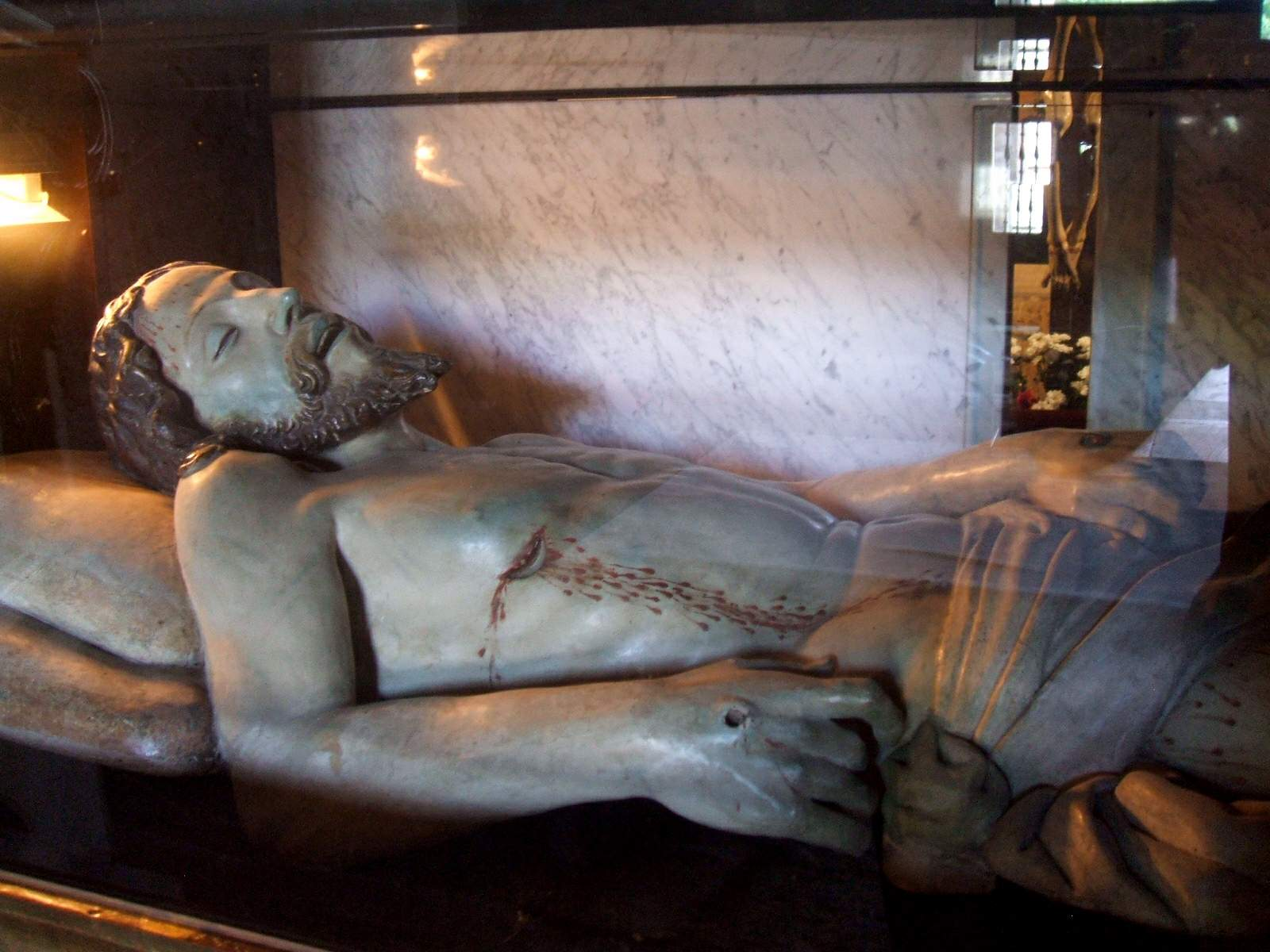
Cristo yacente

En el interior de la ermita de Nuestra Señora de la Soledad, además de las dos tallas anteriores de la Virgen y el Santo Cristo, se encuentran otras tallas de menor importancia. Entre ellas destaca el Cristo Yacente que los condes de Gómara trajeron del Royal de Arriba junto con la imagen de la Virgen en el siglo XVI. Conocido y nombrado por los documentos como El Sepulcro, se encuentra situado en el altar de la capilla de la Virgen, en un espacio propio a los pies de ésta. La historiografía soriana ha considerado siempre que esta imagen del Yacente participaba en las procesiones de la Semana Santa de Soria hasta que la Cofradía del Santo Entierro de Cristo mandó realizar, en el año de 1891, el actual paso del Santo Sepulcro, al que se incorporó una imagen de Cristo Yacente del siglo XVIII que se expone al culto en la Concatedral de San Pedro Apóstol de la ciudad.

## Soria y la ermita de la Soledad

### Semana Santa
En la ermita de la Soledad, perteneciente a la iglesia parroquial de Nuestra Señora del Espino, se encuentra establecida canónicamente la Cofradía de la Virgen de la Soledad desde su fundación en el año de 1951. La Semana Santa en Soria, de un calado íntimo y acusadamente austero, tiene en la ermita de la Soledad uno de sus escenarios. La noche de Jueves Santo, a las 23.30 horas, salen de la ermita las imágenes del Cristo del Humilladero y de la Virgen de la Soledad entre el calor de multitud de fieles que acompañan a la procesión, que finalizará en la Santa Iglesia Concatedral de San Pedro Apóstol. Esta procesión se conoce como Procesión del Silencio. Ambas imágenes, el Cristo y la Virgen, cuentan con una gran devoción entre los vecinos de Soria; y gran cantidad de estos los acompañan durante todo el recorrido de la procesión por la tradicional y soriana calle El Collado, la Plaza Mayor o la calle Real para terminar con el rezo de un Solemne Viacrucis en la Concatedral de San Pedro.
Durante la jornada siguiente, día de Viernes Santo, ambas imágenes permanecen en la Concatedral de Soria a la espera de participar en la Procesión General del Santo Entierro de Cristo, que da comienzo a las 19.30 horas, haciendo el mismo recorrido que la jornada anterior para cumplir con la desconocida por los sorianos obligación de paso ante la Iglesia de Santa María la Mayor, tradición que viene realizándose desde el siglo XVI. La Virgen de la Soledad, siempre detrás del paso del Santo Sepulcro (vulgo La Urna), cierra esta procesión. Al llegar a la puerta de la Alameda de Cervantes, como despedida a la Virgen de la Soledad, se entona la Salve Popular; regresando el Cristo del Humilladero y la Virgen de la Soledad a la ermita donde permanecerán de nuevo otro año.

### Fiestas de San Juan o de la Madre de Dios

#### Domingo de Calderas
"... En la mañana del Domingo de Calderas, tras concentrarse en la Plaza Mayor las doce Cuadrillas con sus “Calderas”, Peñas Sanjuaneras, en el orden preestablecido, se desarrollará el desfile hasta la Alameda de Cervantes, haciendo un breve alto junto a la ERMITA DE LA SOLEDAD para la bendición de cada Caldera. Detrás de la Banda Municipal de Música, las Cuadrillas y Peñas Sanjuaneras, presidirá el desfile la Comisión Municipal correspondiente. Una vez instaladas en los lugares de costumbre Calderas y Cuadrillas, esperarán la típica “Prueba de la Autoridad”...". 
Artículo 18 de las Ordenanzas Municipales vigentes de las Fiestas de San Juan.
- La mañana del Domingo de Calderas

#### Lunes de Bailas
" En la mañana del Lunes de Bailas, las Cuadrillas concentrarán en la Plaza Mayor las imágenes de los Santos Titulares con el fin de procesionarlas con solemnidad hasta la ERMITA DE LA SOLEDAD en cuyo atrio esperará con la imagen de La Blanca su Cuadrilla. Cerrará el desfile la Comisión Municipal correspondiente. Finalizada la ceremonia, se efectuará el retorno procesional a la Plaza Mayor en donde la imagen de la Virgen de La Blanca presidirá y recibirá el homenaje de todas las Cuadrillas restantes y de las Peñas Sanjuaneras. Después de acabado el acto, cada Cuadrilla, portando en andas el Santo Titular, efectuará el recorrido por las calles de su barrio..."
Artículo 19 de las Ordenanzas Municipales vigentes de las Fiestas de San Juan.
- La mañana del Lunes de Bailas